# Дарфур (Міннесота)
Дарфур (англ. Darfur) — місто (англ. city) в США, в окрузі Ватонван штату Міннесота. Населення — 84 особи (2020).

## Географія
Дарфур розташований за координатами 44°3′14″ пн. ш. 94°50′8″ зх. д. / 44.05389° пн. ш. 94.83556° зх. д. (44.053814, -94.835682).  За даними Бюро перепису населення США в 2010 році місто мало площу 0,91 км², уся площа — суходіл. В 2017 році площа становила 0,59 км², уся площа — суходіл.

## Демографія
Згідно з переписом 2010 року, у місті мешкало 108 осіб у 49 домогосподарствах у складі 30 родин. Густота населення становила 119 осіб/км².  Було 59 помешкань (65/км²).
Расовий склад населення:
| - 94,4 % — білих - 3,7 % — осіб інших рас |

До двох чи більше рас належало 1,9 %. Частка іспаномовних становила 9,3 % від усіх жителів.
За віковим діапазоном населення розподілялося таким чином: 23,1 % — особи молодші 18 років, 57,5 % — особи у віці 18—64 років, 19,4 % — особи у віці 65 років та старші. Медіана віку мешканця становила 45,5 року. На 100 осіб жіночої статі у місті припадало 103,8 чоловіків;  на 100 жінок у віці від 18 років та старших — 107,5 чоловіків також старших 18 років.
Середній дохід на одне домашнє господарство  становив 39 479 доларів США (медіана — 40 750), а середній дохід на одну сім'ю — 43 200 доларів (медіана — 44 375). За межею бідності перебувало 11,3 % осіб, у тому числі 11,1 % дітей у віці до 18 років та 0,0 % осіб у віці 65 років та старших.
Цивільне працевлаштоване населення становило 57 осіб. Основні галузі зайнятості: виробництво — 36,8 %, освіта, охорона здоров'я та соціальна допомога — 31,6 %, сільське господарство, лісництво, риболовля — 12,3 %, оптова торгівля — 7,0 %.